# حوض سودبوري

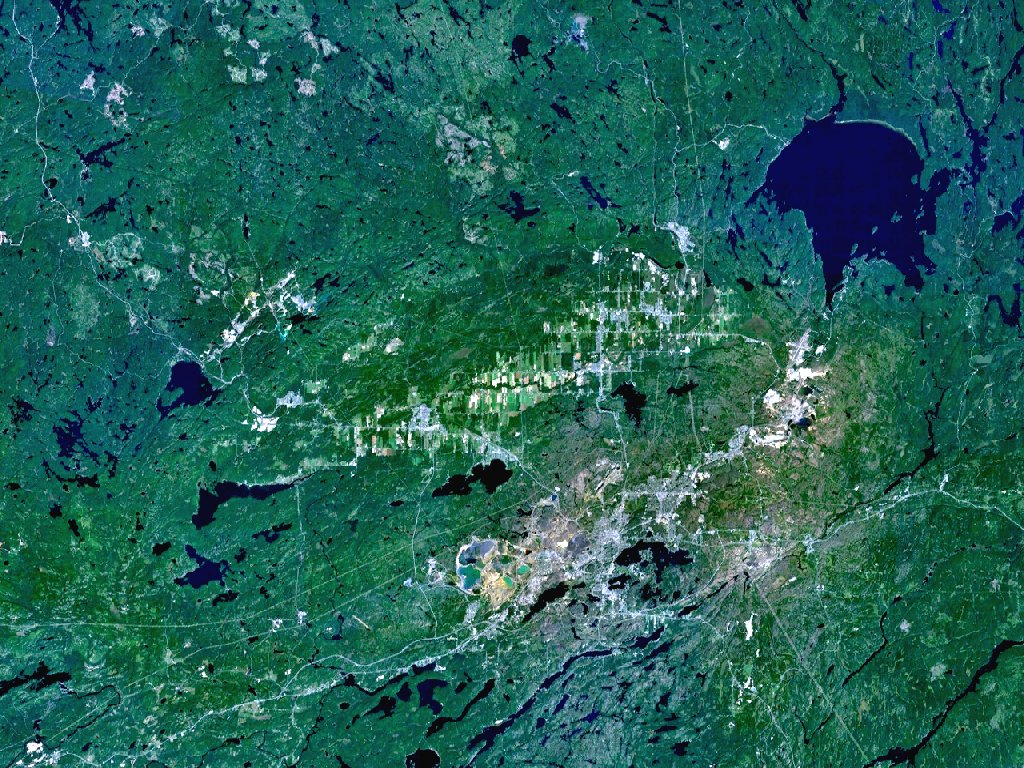
صورة فضائية لحوض سودبوري

حوض سودبوري (بالإنجليزية: Sudbury Basin)‏ هو بنية جيولوجية كبيرة توجد في منطقة الدرع الكندي بالقرب من سودبوري الكبرى في مقاطعة أونتاريو الكندية، وهي واحدة من أكبر الفوهات الصدمية على سطح الأرض. توجد هذه البنية على هيئة حوض، وهي ما تبقى من آثار اصطدام كويكب قبل حوالي 1.85 بليون سنة في حقبة الطلائع القديمة. يخمن أن يكون قطر الكويكب قرابة 10 كم، وخلف حينها نتيجة الاصطدام فوهة أبعادها تصل إلى 200-250 كم، ولكن مع مرور الزمن والعمليات الجيولوجية تغير شكله إلى الشكل الإهليلجي بأبعاد 60 كم × 30 كم.
يحوي حوض سودبوري على العديد من الخامات والمعادن الحاوية على فلزات مهمة مثل النيكل والنحاس والذهب والفضة والبلاتين والبلاديوم والروديوم والإريديوم والروثينيوم.